# Sphenomorphus concinnatus
Sphenomorphus concinnatus este o specie de șopârle din genul Sphenomorphus, familia Scincidae, descrisă de Boulenger 1887. Conform Catalogue of Life specia Sphenomorphus concinnatus nu are subspecii cunoscute.